# Madina Taimazova
Madina Andréyevna Taimazova (en ruso: Мадина Андреевна Таймазова; Sunzha, 30 de junio de 1999) es una deportista rusa que compite en judo.
Participó en los Juegos Olímpicos de Tokio 2020, obteniendo una medalla de bronce en la categoría de –70 kg. Ganó una medalla de bronce en el Campeonato Mundial de Judo de 2024 y tres medallas en el Campeonato Europeo de Judo entre los años 2020 y 2023.

## Palmarés internacional
| Juegos Olímpicos   | Juegos Olímpicos        | Juegos Olímpicos  | Juegos Olímpicos |
| Año                | Lugar                   | Medalla           | Categoría        |
| ------------------ | ----------------------- | ----------------- | ---------------- |
| 2020               | Tokio (Japón)           | Medalla de bronce | –70 kg           |
| Campeonato Mundial |                         |                   |                  |
| Año                | Lugar                   | Medalla           | Categoría        |
| 2024               | Abu Dabi (EAU)          | Medalla de bronce | –70 kg           |
| Campeonato Europeo |                         |                   |                  |
| Año                | Lugar                   | Medalla           | Categoría        |
| 2020               | Praga (República Checa) | Medalla de bronce | –70 kg           |
| 2021               | Lisboa (Portugal)       | Medalla de bronce | –70 kg           |
| 2023               | Montpellier (Francia)   | Medalla de plata  | –70 kg           |